# ハッサン・バンデ
ブレイマ・ハッサン・バンデ（Boureima Hassane Bandé, 1998年10月30日 - ）は、ブルキナファソ・ワガドゥグー出身のサッカー選手。アミアンSC所属。ポジションはFW。

## 経歴
2017年8月、ベルギーのKVメヘレンに移籍し、8月19日、ロイヤル・アントワープFC戦でデビューし移籍後初得点を記録。移籍後初年度ながらシーズン25試合11得点2アシストを記録した。
2017年12月4日、オランダのアヤックス・アムステルダムへ2018-2019シーズンから加入することが決まる。2019-2020シーズンはFCトゥーン、2020-2021シーズンと2021-2022シーズンはNKイストラ1961に期限付き移籍となり、アヤックスのトップチームでの出場は無かった。
2022年8月24日、アミアンSCに移籍した。

## 代表歴
ブルキナファソ代表として、2017年11月14日、カーボベルデ代表戦でA代表デビューした。

## タイトル
アヤックス
- KNVBベーカー : 2018-19
- エールディヴィジ : 2018-19